# Стратегический аудит
Стратегический аудит  — это вид внешнего государственного аудита (контроля), применяемый в целях оценки реализуемости, рисков и результатов достижения стратегических целей, а также оценки влияния внешних и внутренних факторов на уровень достижения стратегических целей.
В Российской Федерации стратегический аудит осуществляла Счетная палата Российской Федерации. 18 декабря 2022 года вступил в силу Федеральный закон № 514-ФЗ «О внесении изменений в Федеральный закон «О Счетной палате Российской Федерации», согласно которому в том числе исключено полномочие по проведению стратегического аудита.

## История
- В 2012 году принятая на 66-й Генеральной Ассамблея ООН Резолюция №66/209 признала роль ВОА в достижении национальных целей и приоритетов;
- В 2013 году в Российской Федерации вступила в силу новая редакция Федерального закона «О Счетной палате РФ» № 41-ФЗ от 05.04.2013, в котором были определены цели, задачи и функции стратегического аудита [1].
- В 2014 году принятая  на 69-й Генеральной ассамблеи ООН Резолюция № A/RES/69/228 [2] подчеркнула важную роль высших органов аудита в достижении национальных целей и решению  первоочередных национальных задач в области развития.
- В 2019 году на Конгрессе ИНТОСАИ был одобрен доклад «Роль высших органов аудита в достижении национальных целей» [3] и были обобщены позиции всех высших органов аудита ИНТОСАИ по практике стратегического аудита. Также в 2019 году была принята Московская декларация Международной организации высших органов аудита ИНТОСАИ [4], в которой были определены приоритеты развития стратегического подхода для содействия высшими органами аудита достижению национальных приоритетов и целей устойчивого развития.
- В ноябре 2020 года Коллегией Счетной палаты Российской Федерации был утвержден новый Стандарт внешнего государственного аудита (контроля) «Стратегический аудит [5].
- В июне 2021 года в развитие стратегического аудита Коллегией Счетной палаты Российской Федерации была утверждена Концепция риск-ориентированного подхода[6].

### Московская декларация высших органов аудита
По итогам проведения XXIII Конгресса ИНТОСАИ 27 сентября 2019 года была принята Московская декларация  ИНТОСАИ. Подписанты декларации провозгласили приверженность обеспечению независимого внешнего надзора за достижением согласованных на национальном уровне целей, в том числе целей устойчивого развития. В целях реализации данного положения декларации Высшие органы аудита призваны развивать стратегический подход к государственному аудиту.
Подписанты декларации достигли согласия по следующим вопросам развития стратегического подхода к государственному аудиту:
- ИНТОСАИ планирует поддерживать ВОА в их важной работе, связанной с реализацией Повестки 2030, и тем самым помогать менять жизнь граждан к лучшему в соответствии с ISSAI-P 12.
- Национальные цели и цели устойчивого развития не могут быть достигнуты без совместных усилий отдельных органов государственной власти, различных уровней правительства и общества.
- В процессах государственного управления ВОА призываются рассмотреть роль стратегического помощника с сохранением своей независимости. Достижению долгосрочных национальных целей будут способствовать независимость, уникальный взгляд на бюджетный цикл, а также накопленные знания ВОА.
- В рамках своих полномочий ВОА, продолжая содействовать развитию стратегического подхода к государственному аудиту, могут способствовать достижению национальных целей путём проведения комплекса аудиторских проверок, которые оценивают достижение поставленных целей правительством и  развитость системы стратегического управления (постановка целей, увязка стратегий и национальных целей, «обратной связи» и должного контроля на основе полученных результатов).
- ВОА могут оценивать эффективность взаимодействия между различными уровнями правительства, синергию между государственными политиками, программами и стратегиями. Также ВОА могут оценивать согласованность государственной политики и фокусироваться на сквозных темах и проблемах, которые пронизывают весь сектор государственного управления.

## Стратегический подход к государственному аудиту
В рамках панельных дискуссий  XXIII Конгресса ИНТОСАИ, прошедшего с 23 по 27 сентября 2019 года в Москве, были очерчены основные тематики аудита, относимые к стратегическому аудиту, среди которых:
1. Определение значимых системных рисков использования ресурсов для достижения национальных целей развития и рекомендации по снижению этих рисков
2. Оценка программ и проектов, включая оценку позитивного и негативного взаимовлияния между ними Аудит организаций, ответственных за реализацию программ развития, оценка использования ресурсов и контрольных показателей результативности
3. Решение проблем открытости данных о деятельности публичных органов власти и государственных организаций
4. Аудит инклюзивности в качестве одной из целей Повестки 2030

## Нормативная правовая база стратегического аудита в РФ
Московская декларация ИНТОСАИ
Стратегический подход к аудиту раскрывается в «Московской декларации» международной ассоциации аудиторских органов ИНТОСАИ.

### Федеральный закон "О Счетной палате РФ" от 05.04.2013 N 41-ФЗ[1]
Статься 5 федерального закона "О Счетной палате РФ" от 05.04.2013 N 41-ФЗ устанавливает в числе задач Счетной палаты РФ аудит реализуемости и результативности достижения стратегических целей социально-экономического развития РФ.

### "СГА 105. Стандарт внешнего государственного аудита (контроля). Стратегический аудит"[5]
Постановлением Коллегии Счетной палаты Российской Федерации от 10 ноября 2020 г. № 17ПК утвержден Стандарт внешнего государственного аудита (контроля) СГА 105 "Стратегический аудит". Разработанный Департаментом исследований и методологии аппарата Счетной палаты Российской Федерации стандарт вступил в силу 10 ноября 2020 года. Стандарт предназначен для методологического обеспечения реализации полномочий Счетной палаты Российской Федерации по осуществлению контрольной и экспертно-аналитической деятельности в виде стратегического аудита.
Стандарт признан утратившим силу решением Коллегии Счетной палаты от 18.07.2023 № 44К

## Элементы стратегического аудита

### Предмет стратегического аудита
- Актуальные и прогнозируемые проблемы и причины проблем, ожидания целевых групп, достижение стратегических целей;
- Проекты программ, действующие и реализованные программы, деятельность участников стратегического управления по их инициированию (разработке), реализации и завершению, а также ожидаемые и фактические результаты программ (непосредственные результаты, конечные результаты, итоговые эффекты);
- Планируемая и фактическая деятельность участников стратегического управления с точки зрения направленности на достижение стратегических целей, включая их организационную зрелость, культуру и вовлеченность;
- Состояние отдельных элементов системы государственного управления, включая функционирование управленческих, финансово-бюджетных, информационно-телекоммуникационных, правовых и иных элементов системы государственного управления.

### Объект стратегического аудита
Объектами стратегического аудита являются участники стратегического планирования, включая сформированные в их составе органы управления проектной деятельностью, гос. корпорации, а также иные органы и организации, в отношении которых Счетная палата вправе осуществлять внешний государственный аудит (контроль).

### Этапы стратегического аудита
Стратегический аудит проводится в три этапа:
1. Подготовительный этап. Осуществляется предварительное исследование, в рамках которого определяется наиболее ценная информация и имеющиеся данные о предмете стратегического аудита и его аспектах, осуществляется подбор необходимых методов для анализа, оптимизируются границы и объем аудиторских процедур.
2. Основной этап. Сбор фактических данных и информации, проведение значительного объема аналитических процедур, изучение данных и результатов проведенных ранее мероприятий.
3. Заключительный этап. Готовится отчет  о результатах аудита.

### Методы стратегического аудита
- Теория изменений (реконструкция логики программ, оценка рисков, интервью со стейкхолдерами)
- Количественные методы (регрессионный и микросимуляционный анализ)
- Картирование недостающих доказательств (оценка доказательств)

### Подходы стратегического аудита
Стратегический аудит может проводиться в рамках одного или нескольких следующих подходов.
- Системно-ориентированный подход, в рамках которого анализируется надлежащее функционирование различных систем управления или элементов соответствующих систем, обеспечивающих соответствие предмета стратегического аудита установленным критериям (например, систем мониторинга показателей и оценки эффективности (результативности), системы управления рисками, проектной деятельности и так далее).
- Проблемно-ориентированный подход, в рамках которого анализируется наличие проблем (предполагаемых отклонений от критериев), устанавливаются соответствующие причины их возникновения, формулируются рекомендации, направленные на устранение причин возникновения данных проблем.
- Результат-ориентированный подход, в рамках которого анализируются фактические или ожидаемые непосредственные или конечные результаты на основе установления критериев и отклонений от них и формулируются рекомендации, направленные на то, чтобы подобные отклонения были исключены.

## Примеры мероприятий с применением стратегического аудита
1) В 2020 году  Счетная палата провела аудит государственной политики, направленной на снижение бедности, в рамках экспертно-аналитического мероприятия «Анализ достижения национальных целей «Обеспечение устойчивого роста реальных доходов граждан, а также роста уровня пенсионного обеспечения выше уровня инфляции» и «Снижение в два раза уровня бедности в Российской Федерации»» , который показал, что комплексная государственная политика в сфере обеспечения роста реальных доходов и снижения уровня бедности недостаточно систематизирована, а также то, что ей не хватает доказательной базы и адресности.
2) Счетная палата в ходе стратегического аудита результативности деятельности институтов развития, финансируемых в рамках государственной программы Российской Федерации «Развитие Северо-Кавказского федерального округа»  выявила ряд системных проблем с низкой эффективностью управления институтами развития Северного Кавказа — акционерных обществ «Курорты Северного Кавказа» и «Корпорация развития Северного Кавказа». Несмотря на серьезное ресурсное обеспечение (по состоянию на 31 декабря 2020 года из федерального бюджета предоставлено 73 млрд рублей), институты развития Северо-Кавказского федерального округа показали невысокую результативность и не оказали существенного влияния на экономику региона. Деятельность институтов развития Северо-Кавказского федерального округа характеризуется недостижением стратегических целей и задач, для которых они создавались. К таким выводам Счетная палата пришла по итогам стратегического аудита деятельности институтов развития СКФО, финансируемых в рамках госпрограммы «Развитие Северо-Кавказского федерального округа».
3) Счетная палата проанализировала факторы, влияющие на создание и эксплуатацию государственных информационных систем (ГИС) в рамках экспертно-аналитического мероприятия  “Анализ создания и эксплуатации федеральных государственных информационных систем в области экологической безопасности и охраны окружающей среды в 2015–2020 годах”, и выявила риски, которые в случае реализации могут привести к неэффективной эксплуатации систем.  Государственные информационные системы в сфере экологической безопасности пока не могут служить эффективным механизмом достижения целей Стратегии экологической безопасности России. Причинами тому являются долгие сроки создания, устаревшие технологии, дублирование функций некоторых систем и отсутствие в них полной и достоверной информации.
4)Счетная палата провела стратегический аудит формирования и достижения показателей деятельности федеральных органов исполнительной власти (ФОИВ) и сделала вывод о неэффективности системы стратегического планирования . В стратегическом планировании выявлены проблемы нормативного регулирования, методического обеспечения, организации контроля, открытости и доступности информации, а также низкого уровня исполнительской дисциплины. В этом состоянии система стратегического планирования деятельности ФОИВ не способствует достижению национальных целей и требует совершенствования.

## Концепция риск-ориентированного подхода в Счетной палате Российской Федерации
Счетная палата активно внедряет риск-ориентированный подход, чтобы фокусировать свою аудиторскую деятельность на областях высокого риска. В результате ведомства с низкими рисками и высоким уровнем зрелости системы управления рисками будут реже оказываться в центре внимания Счетной палаты. В Концепции определены направления по развитию и совершенствованию РОП при планировании и проведении государственного аудита, а также шаги по развитию системы управления рисками в государственном управлении через рекомендации Счетной палаты по итогам проведенных аудитов.
Использование риск-ориентированного подхода предусмотрено в Стратегии развития Счетной палаты на 2018-2024 годы . Необходимость управления системными рисками в дополнение к операционным, организационным и другим рискам отмечается в  Московской декларации, подписанной по итогам XXIII Конгресса международной организации высших органов ИНТОСАИ.